# Дорфман, Леонид Яковлевич
Леонид Яковлевич Дорфман (22 мая 1951) — российский психолог, педагог. Доктор психологических наук, профессор.

## Биографические сведения
В 1972 окончил Каменец-Подольский педагогический институт.
В 1980 защитил кандидатскую диссертацию на тему «Исследование влияния музыки на психомоторику в связи с особенностями нейродинамики».
С 1982 преподает в Пермском государственном институте культуры. С 1985 — заведующий кафедрой психологии и педагогики (ныне — кафедра гуманитарных дисциплин).
Преподавал на кафедре военной педагогики и психологии Пермского военного института войск Национальной гвардии Российской Федерации и на кафедре теоретической и прикладной психологии факультета психологии факультета психологии Пермского государственного гуманитарно-педагогического университета.
в 1994 защитил докторскую диссертацию на тему «Эмоциональные стили: на материале художественной творческой деятельности».
В 1998-2001 — директор Международного совета психологов (Нью-Йорк)
Член экспертного совета по педагогике и психологии ВАК при Минобрнауки РФ
Профессор международного института дифференциальной психологии (Берлин)
Член редакционных коллегий научных журналов: Музыкальное искусство и образование (Москва), Образование и наука (Екатеринбург), Научно-педагогическое обозрение (Томск), Journal of Psychology and Psychotherapy Research (Italy). Приглашенный редактор трех специальных выпусков психологических журналов в США.

## Награды и звания
- Доктор психологических наук (1994)
- Лауреат премии имени В.С. Мерлина I степени Пермской области,
- Лауреат конкурса «Лучшая научная книга 2005 года» среди преподавателей высших учебных заведений.

## Основные публикации

### Монографии
- Дорфман Л. Я. Метаиндивидуальный мир: Методологические и теоретические проблемы. – М.: Смысл, 1993. – 456 с.
- Дорфман Л. Я. Метаиндивидуальный мир: Методологические и теоретические проблемы. – М., Берлин: * Директ-медиа, – 488 с. doi 10.23681/258785.
- Дорфман Л. Я. Эмоции в искусстве: теоретические подходы и эмпирические исследования. – М.: Смысл, 1997. – 424 с.
- Творчество в искусстве  искусство творчества / Под ред. Л. Дорфмана, К. Мартиндейла, В. Петрова, П. Махотки, Д. Леонтьева, Дж. Купчика.  М: Наука, Смысл, 2000.  549 с. (Коллективная монография).
- Метаиндивидуальный мир и полимодальное Я: креативность, искусство, этнос / Под ред. Л. Я. Дорфмана, Е. А. Малянова, Е. М. Березиной. – Пермь: Пермский государственный институт искусства и культуры, 2004. – 138 с.
- Интегральная индивидуальность, Я–концепция, личность / Под ред. Л. Я. Дорфмана. – М.: Смысл, 2004. – 319 с.
- Современные исследования творчества: к 90-летию Я. А. Пономарева / Науч. ред. Л. Я. Дорфман, Д. В. Ушаков. – Пермь: Пермский гос. ин-т искусства и культуры; М.: Институт психологии РАН, 2010. – 334 с.
- Вяткин Б. А., Дорфман Л. Я. Системная интеграция индивидуальности человека. – М.: Изд-во «Институт психологии РАН», 2018. – 176 с.
- Дорфман Л. Я., Калугин А. Ю. Индивидуально-интеллектуальные интеграции человека. М.: Изд-во «Институт психологии РАН», 2021. – 279 с.
- Дорфман Л. Я., Калугин А. Ю. Эмпирическая психология индивидуально-интеллектуальных интеграций. М.: Изд-во «Институт психологии РАН», 2024. – 287 с.
- Dorfman L., Kalugin A. Individual Intellectual Integration in Russian Students. Cambridge: Cambridge Scholars Publishing, 2022 (UK)

### Учебные пособия
- Дорфман Л. Я. Задачи по общей и социальной психологии / Учебное пособие. - Пермь, 1989. - 132 с.
- Дорфман Л. Я. Исторические и философские корни научного метода в эмпирической психологии: Учебное пособие. – Екатеринбург: Уральский государственный педагогический университет, 2002. – 107 с.
- Дорфман Л. Я. Эмпирическая психология: исторические и философские предпосылки. – М.: Смысл, 2003. – 107 с.
- Дорфман Л. Я. Методологические основы эмпирической психологии: от понимания к технологии. – М.: Смысл; Издательский центр «Академия», 2005. – 288 с.
- Дорфман Л. Я. Психология рекламного образа (на материале коммерческой рекламы). – М.: Смысл, 2014. – 128 с.
- Дорфман Л. Я. Методологические основы эмпирической психологии. 2-е изд., испр. и доп. Учебное пособие для бакалавриата и магистратуры. – М.: Юрайт, 2017. – 288 с.
- Дорфман Л. Я. Эмпирическая психология. Исторические и философские основы. 2-е изд., испр. и доп. Учебное пособие для бакалавриата и специалитета. – М.: Юрайт, 2017. – 102 с.

## Сссылки
- Л. Дорфман на сайте Пермского государственного института культуры
- Л. Дорфман на сайте "Психологической газеты"